# Никишев, Михаил Семёнович
Михаил Семёнович Никишев (1906 — 1941) — советский военный деятель, дивизионный комиссар.

## Биография
Родился и вырос в Сибири. В 1918 осиротел, когда от тифа умер отец. С малолетства работал батраком у кулаков села Красноярки Барнаульского уезда Томской губернии. В 1924 стал членом барнаульского окружкома комсомола, включился в общественную работу, вскоре был избран секретарём комсомольской организации. Затем перешёл на пропагандистскую работу.
С сентября 1929 года член ВКП(б).
В РККА с 1932. Участник боёв на озере Хасан в качестве начальника политического отдела 39-го Сибирского стрелкового корпуса, полковой комиссар. Вскоре после завершения боёв избран делегатом XVIII съезда ВКП(б). Член Военного Совета 17-й армии во время боёв на Халхин-Голе. 2 августа 1939 года присвоено звание дивизионного комиссара. Член Военного Совета 5-й армии Киевского особого военного округа в Луцке.
С самого начала Великой Отечественной войны в действующей армии, с июня 1941 в должности члена Военного Совета 5-й армии на Юго-Западном фронте. Принимал участие в оборонительных боях начального периода войны на Западной Украине, в Коростеньском и Киевском укреплённых районах. Погиб в бою 21 сентября 1941 года при попытке прорыва из окружения с двумя группами бойцов и командиров во главе с комиссаром государственной безопасности 3-го ранга А. Н. Михеевым и начальником штаба фронта генерал-майором В. И. Тупиковым у села Жданы в Полтавской области.